# Betty Campbell

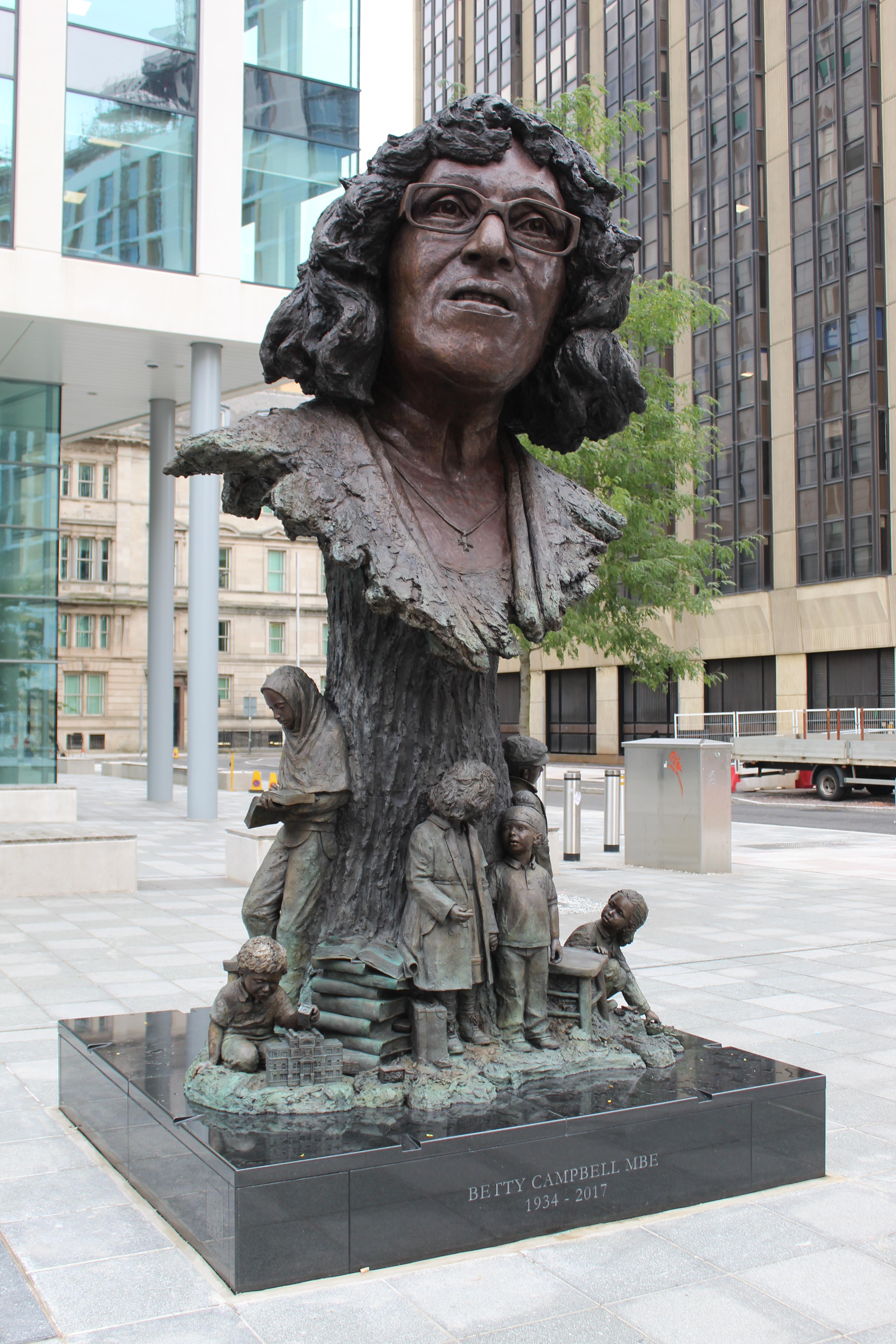
Denkmal für Betty Campbell in Cardiff (2021)

Rachel Elizabeth „Betty“ Campbell MBE (* 6. November 1934 als Rachel Elizabeth Johnson in Butetown, Cardiff, Wales; † 13. Oktober 2017 ebenda) war eine britische Schulleiterin, Aktivistin und Kommunalpolitikerin. Sie gilt als erste schwarze Schulleiterin in Wales. Seit 2021 wird ihrer mit einer Statue auf dem Cardiffer Central Square gedacht.

## Leben
Campbell wurde am 6. November 1934 im Stadtbezirk Butetown der walisischen Hauptstadt Cardiff als Tochter eines jamaikanischen Vaters und einer walisisch-barbadischen Mutter geboren und wuchs im Armenviertel Tiger Bay nahe dem Hafen von Cardiff auf. Ihr Vater starb im Zweiten Weltkrieg, wodurch ihre Mutter alleinerziehend wurde. Das Geld für ihre Familie verdiente sie als Buchmacherin auf informeller Basis. Bereits als Kind interessierte sich Campbell für Literatur. Insbesondere faszinierte sie Enid Blytons Buchreihe Malory Towers. Später gewann sie ein Stipendium für die Cardiffer Lady Margaret High School for Girls. Dort gehörte sie zu den besten Schülerinnen ihrer Klasse. Bereits während ihrer Schulzeit hatte sie den Wunsch, Lehrerin zu werden. Ihre Lehrer entgegneten ihr aber, dass sie als Schwarzes Mädchen aus der Arbeiterklasse kaum eine Chance habe, dass sich dieser Wunsch erfülle. Kurz vor dem Abitur brach sie die Schule ab, nachdem sie von ihrem Freund, dem Monteur Rupert Campbell, schwanger geworden war. Die beiden heirateten anschließend im Jahr 1953 und wurden in den nächsten drei Jahren Eltern dreier Kinder.
Nach wie vor wollte sie aber Lehrerin werden. 1960 erfuhr sie in einem Artikel des South Wales Echo, dass das Cardiff Teacher Training College erstmals auch Frauen annahm. Das Institut vergab an sogenannte day students aber nur sechs Plätze, gemeint waren Personen, die nicht auch im Institut wohnten. Campbell als Familienmutter fiel automatisch in diese Kategorie. Somit waren die Erfolgschancen recht gering, doch Campbell bewarb sich trotzdem und wurde auch angenommen. Noch vor Beginn ihres Pädagogikstudiums wurde sie ein weiteres Mal Mutter. Trotz aller gesellschaftlichen Vorurteile erfüllte sie sich nach dem erfolgreichen Abschluss des Studiums ihren Berufswunsch und wurde tatsächlich Lehrerin. 1963 trat sie ihre erste Stelle an. Zunächst arbeitete sie im Cardiffer Stadtteil Llanrumney, später nahm sie eine Stelle an der Mount Stuart Primary School in ihrer Heimat Butetown an.
Wenige Jahre später wurde Campbell Direktorin der Schule. Heute gilt sie als die erste Schwarze Schuldirektorin von Wales. Unter ihrer Leitung entwickelte sich die Schule zu einem Vorbild in Sachen Gleichheit und Multikulturalismus. Inspiriert von der amerikanischen Bürgerrechtsbewegung und Harriet Tubman setzte sie auch die weltweite Geschichte der afrikanischen Diaspora auf den Lehrplan ihrer Schule. So behandelte ein Lernprojekt die „positiven Beiträge von People of Color zur britischen Geschichte“. Ein weiteres Projekt hatte zum Beispiel die Sklaverei zum Thema, ein anderes die Apartheid in Südafrika. Im Rahmen dieses Projekts im Jahr 1990 schrieb eine Klasse ihrer Schule unter anderem Briefe an Nelson Mandela. Am St. David’s Day 1994 besuchte Prinz Charles die Schule.
Auch öffentlich trat sie als Aktivistin für den Multikulturalismus ein. So war sie Mit-Iniatiatorin des britischen Black History Month. Zwischen 1972 und 1976 war sie Teil des staatlichen race relations board, danach wurde sie Teil des race advisory commitee des britischen Innenministeriums. Auch war sie Mitglied der Commission for Racial Equality. In dieser Funktion traf sie 1998 auf Nelson Mandela, als er Cardiff besuchte, um die Ehrenbürgerschaft der Stadt anzunehmen. Außerdem gehörte sie von 1980 bis 1984 dem walisischen Rundfunkrat an. Zusätzlich engagierte sie sich auch in verschiedenen bildungspolitischen Gremien. Ferner war sie Teil eines Komitees, das die Feierlichkeiten zur Gründung des walisischen Parlamentes im Jahr 1998 vorbereitete. Später wurde Campbell als Gastrednerin ins walisische Parlament eingeladen. Zudem engagierte sie sich als Stadträtin für Butetown im Cardiff Council. Ehrenamtlich leitete sie in Butetown auch nach ihrer Pensionierung Wochenendschulen und Projekte der Stadtteilgemeinschaft. Am 13. Oktober 2017 starb sie im Alter von 82 Jahren in Butetown, nachdem sie bereits in den Monaten vorher gesundheitlich geschwächt war. Sie hinterließ ihren Ehemann, mit dem sie 64 Jahre verheiratet war, vier Kinder, 14 Enkel und 17 Urenkel. Am Tage ihrer Beerdigung erwiesen ihr hunderte Personen die letzte Ehre.

## Würdigung
In ihrer Heimat Butetown galt sie als weithin respektierte Person. 2003 wurde sie in Anerkennung ihrer Verdienste in der Schulbildung und um das Gemeinschaftsleben in Butetown zum Member of the Order of the British Empire ernannt. Im selben Jahr ernannte die Cardiff Metropolitan University sie zu ihrem Honorary fellow. 2015 erhielt sie von der gewerkschaftlichen Unison Cymru Wales’ Black Members Group einen Ehrenpreis für ihr Lebenswerk. Posthum würdigte sie der walisische First Minister Carwyn Jones als „wahre Pionierin“. Der walisische Bildungsminister Jeremy Miles lobte 2021 einen Betty Campbell Award im Rahmen der Professional Teaching Awards Cymru aus, der an „die Person, das Team oder die Schule, die ein bemerkenswertes Bewusstsein für die Bedeutung von Diversität und Inklusion für den Schulunterricht zeigt,“ gehen solle. Die Journalistin Harriet Marsden vom Independent schrieb in ihrem Nachruf, dass Campbell „über die Grenzen von Wales hinaus als eine führende Akademikerin und eine Autorität in Sachen Schulbildung bekannt“ geworden sei.
Nach ihrem Tod gehörte Campbell zu den vorgestellten Frauen bei Hidden Heroines, einer bei BBC Wales ausgestrahlten und von der Initiative Monumental Welsh Women initiierten TV-Sendung. Die Initiative wollte so eine „inspirierende“ Frau ermitteln, die mit einem öffentlichen Denkmal gewürdigt werden sollte. Bei einer vorausgegangenen Untersuchung war in Wales keine einzige Statue von einer historischen, real existierenden Frau auf öffentlichem Gelände gefunden worden. Campbell erhielt am Ende die meisten Stimmen in einer öffentlichen Abstimmung. Neben ihr standen auch die Schriftstellerin Elaine Morgan, die Frauenrechtlerin Margaret Mackworth, 2. Viscountess Rhondda, die politische Aktivistin Elizabeth Andrews und die Dichterin Sarah Jane Rees zur Wahl. Diese fünf Frauen waren als Shortlist einer größeren, von Fachleuten erarbeiteten Liste historischer Frauen in der TV-Sendung vorgestellt worden.
In der Folge schuf die Bildhauerin Eve Shepherd eine große Bronzestatue von Campbell. Die Enthüllung war im Jahr 2020 geplant, wurde wegen der COVID-19-Pandemie jedoch verschoben. Erst am 29. September 2021 enthüllten Familienmitglieder Campbells das Denkmal, das auf dem Central Square im Stadtzentrum von Cardiff etwas nördlich von Butetown in direkter Nachbarschaft des Millennium Stadiums steht. Im Rahmen des Festaktes sprachen unter anderem die walisische Ministerin für soziale Gerechtigkeit Jane Hutt und die Historikerin Olivette Otele; Prinz Charles und der Schauspieler Michael Sheen sandten Videobotschaften. Zu den Mitwirkenden gehörte ein Schulchor von Campbells ehemaliger Schule.